# Torrecilla sobre Alesanco
Torrecilla sobre Alesanco is een gemeente in de Spaanse provincie en regio La Rioja met een oppervlakte van 4,36 km². Torrecilla sobre Alesanco telt 36 inwoners (1 januari 2016).

## Demografische ontwikkeling
Bron: INE, 1857-2011: volkstellingen